# Ришелье (футбольный клуб)
«Ришелье́» (укр. ФК «Рішельє» Одеса) — футбольный клуб из Одессы. Самый титулованный ветеранский клуб Украины. 31-кратный чемпион страны по футболу и мини-футболу среди ветеранов, многократный чемпион Одессы по футболу и мини-футболу среди ветеранов, чемпион Одессы по мини-футболу среди взрослых команд.

## История

1 апреля 1993 года. Одесса. Юморина. С матча с командой звезд российской эстрады «Старко» начиналась история «Ришелье»

Датой основания клуба считается 1 апреля 1993 года. В этот день в Одессе на центральном стадионе ЧМП состоялся товарищеский матч звезд советской и российской эстрады «Старко» со сборной бизнесменов и ветеранов одесского футбола, которую в качестве тренера возглавил Пётр Чилиби. Он же вместе с известным одесским политиком Игорем Резником собранную «с листа» команду чуть позже преобразовал в ветеранский футбольный клуб, получивший название «Ришелье» — по имени знаменитого градоначальника Одессы и губернатора Новороссийского края. Матч «Ришелье» — «Старко» закончился со счетом 3:2 в пользу артистов, все три гола в составе которых забил петербургский музыкант Леонид Стуликов. У одесситов дубль на счету Юрия Чалого.
«Ришелье» быстро завоевал прочные лидирующие позиции в ветеранском футболе Украины, и является базовым клубом ветеранской сборной страны.
Несмотря на статус ветеранского, клуб принимает активное участие в официальных соревнованиях взрослых коллективов, среди которых прочно занимает лидирующие позиции. Первой чемпионской победы в своей истории «Ришелье» добился 16 февраля 1997 года, со счётом 4:2 обыграв в финальном матче зимнего первенства Одессы команду «Факел». Впоследствии копилку клубных достижений «ришельевцев» пополнили свыше ста чемпионских титулов и кубковых трофеев.
Самым титулованным игроком в составе «Ришелье» является играющий главный тренер команды Пётр Чилиби.
8 сентября 2018 года эксперт Национального реестра рекордов Украины Дмитрий Галицкий торжественно вручил «Ришелье» сертификат, официально подтверждающий, что одесская команда признана самым титулованным ветеранским клубом страны.

## Достижения

### Футбол
- Чемпионат Европы (ветераны 35+)
  -  Чемпион (1): Антиб-2008
- European Masters Games (ветераны 35+)
  -  Победитель (1): Мальмё-2008
- Черноморские игры ветеранов (40+)
  -  Победитель (1): Буштени-2016
- Международный турнир ветеранов «Кубок памяти Валерия Лобановского» в США
  -  Победитель (2): 2004, 2007
- Кубок чемпионов Содружества (35+)
  -  Вице-чемпион (1): 2002
- Чемпионат Украины (ветераны 35+)
  -  Чемпион (13, рекорд): 1998, 1999, 2000, 2001, 2004, 2006, 2008, 2010, 2012, 2014, 2015, 2016, 2017
  -  Вице-чемпион (3): 2002, 2005, 2009
  -  Бронзовый призёр (2): 2003, 2013
- Чемпионат Украины (ветераны 45+)
  -  Чемпион (7, рекорд): 2001, 2002, 2006, 2008, 2011, 2012, 2013
  -  Вице-чемпион (3): 2009, 2014, 2018
- Суперкубок Украины (ветераны 35+)
  -  Обладатель (6, рекорд): 2000, 2001, 2005, 2011, 2015, 2016
  -  Финалист (4, рекорд): 2002, 2007, 2009, 2017
- Чемпионат Одессы (первая лига)
  -  Чемпион (4, рекорд): 2013, 2014, 2016, 2017
  -  Вице-чемпион (1): 2015
- Чемпионат Одессы (ветераны 35+)
  -  Чемпион (16, рекорд): 2001, 2002, 2003, 2004, 2005, 2006, 2007, 2008, 2009, 2010, 2011, 2012, 2013, 2014, 2016, 2017
  -  Вице-чемпион (1): 2015
- Чемпионат Одессы (ветераны 45+)
  -  Чемпион (4, рекорд): 2008, 2009, 2010, 2011
  -  Вице-чемпион (2): 2012, 2013
- Зимнее первенство Одессы
  -  Чемпион (1): 1997
  -  Вице-чемпион (2): 1995, 1996
- Зимнее первенство Одесской области
  -  Чемпион (1): 2016
- Зимний суперкубок Одесской области
  -  Обладатель (1): 2016
- Кубок Одессы (ветераны 35+)
  -  Обладатель (1): 2001

### Мини-футбол
- Чемпионат Украины (ветераны 35+)
  -  Чемпион (1): 1999
  -  Вице-чемпион (2): 1998, 2000
- Чемпионат Украины (ветераны 45+)
  -  Чемпион (4): 2000, 2001, 2002, 2003
- Чемпионат Украины памяти Виктора Дукова (ветераны 50+)
  -  Чемпион (2): 2008, 2009
- Чемпионат Украины памяти Виктора Дукова (ветераны 55+)
  -  Чемпион (2): 2011, 2012
- Чемпионат Украины (ветераны 60+)
  -  Чемпион (1): 2016
  -  Вице-чемпион (2): 2015, 2017, 2019
  -  Бронзовый призёр (1): 2018
- Кубок Украины памяти Виктора Дукова (ветераны 55+)
  -  Обладатель (1): 2014
- Кубок Украины памяти Виктора Дукова (ветераны 60+)
  -  Обладатель (4): 2016, 2017, 2018, 2019
  -  Серебряный призёр (1): 2015
- Чемпионат Одессы
  -  Чемпион (1): 2010
- Чемпионат Одессы (ветераны 35+)
  -  Чемпион (9, рекорд): 1999, 2000, 2001, 2002, 2003, 2004, 2005, 2009, 2012
  -  Вице-чемпион (6): 2006, 2007, 2008, 2011, 2013, 2014
- Чемпионат Одессы (ветераны 45+)
  -  Чемпион (9, рекорд): 2001, 2002, 2003, 2005, 2006, 2009, 2011, 2012, 2013
  -  Вице-чемпион (6): 2004, 2007, 2008
  -  Бронзовый призёр (1): 2010
- Чемпионат Одессы и области (ветераны 50+)
  -  Чемпион (4, рекорд): 2009, 2010, 2011, 2013
  -  Вице-чемпион (4): 2015, 2021, 2022, 2025
  -  Бронзовый призёр (3): 2016, 2023, 2024
- Чемпионат Одессы и области (ветераны 55+)
  -  Чемпион (3, рекорд): 2018/19, 2021, 2024/25
  -  Вице-чемпион (4): 2019 (лето), 2020, 2022/23, 2023/24
- Чемпионат Одессы и области (ветераны 60+)
  -  Чемпион (4, рекорд): 2020, 2022, 2023, 2024
  -  Вице-чемпион (1): 2021

### Футбол 8х8
- Чемпион Украины среди ветеранов 55+ (1): 2025
- Чемпион Одессы среди ветеранов 35+ (1): 2014
- Чемпион Одессы среди ветеранов 50+ (10): 2011, 2012 (в), 2012 (о), 2013 (в), 2013 (о), 2014 (в), 2014 (о), 2020, 2021, 2023
- Международный турнир «Kyiv Football Cup» среди ветеранов 35+ (1): 2017
- Чемпионат и Кубок Одесской Лиги Содружества (1): 2017

## Результаты выступлений

### Чемпионат Украины по футболу и миди-футболу среди ветеранов
| - 1998 — ЧУ 35+, 1-е место - 1999 — ЧУ 35+, 1-е место - 2000 — ЧУ 35+, 1-е место - 2001 — ЧУ 35+, 1-е место - 2001 — ЧУ 45+, 1-е место - 2002 — ЧУ 35+, 2-е место - 2002 — ЧУ 45+, 1-е место - 2003 — ЧУ 35+, 3-е место - 2004 — ЧУ 35+, 1-е место | - 2005 — ЧУ 35+, 2-е место - 2006 — ЧУ 35+, 1-е место - 2006 — ЧУ 45+, 1-е место - 2007 — ЧУ 35+, зональный этап - 2008 — ЧУ 35+, 1-е место - 2008 — ЧУ 45+, 1-е место - 2009 — ЧУ 35+, 2-е место - 2009 — ЧУ 45+, 2-е место - 2010 — ЧУ 35+, 1-е место | - 2010 — ЧУ 45+, 3-е место - 2011 — ЧУ 35+, 1/8 финала - 2011 — ЧУ 45+, 1-е место - 2012 — ЧУ 35+, 1-е место - 2012 — ЧУ 45+, 1-е место - 2013 — ЧУ 35+, 3-е место - 2013 — ЧУ 45+, 1-е место - 2014 — ЧУ 35+, 1-е место - 2014 — ЧУ 45+, 2-е место | - 2015 — ЧУ 35+, 1-е место - 2016 — ЧУ 35+, 1-е место - 2017 — ЧУ 35+, 1-е место - 2018 — ЧУ 45+, 2-е место - 2023 — ЧУ 55+, 3-е место - 2024 — ЧУ 55+, зональный этап - 2024 — ЧУ 60+, 3-е место - 2025 — ЧУ 55+, 1-е место |

### Суперкубок Украины по футболу среди ветеранов
| - 2000 — СУ 35+, 1-е место - 2001 — СУ 35+, 1-е место - 2002 — СУ 35+, 2-е место | - 2005 — СУ 35+, 1-е место - 2007 — СУ 35+, 2-е место - 2009 — СУ 35+, 2-е место | - 2011 — СУ 35+, 1-е место - 2015 — СУ 35+, 1-е место | - 2016 — СУ 35+, 1-е место - 2017 — СУ 35+, 2-е место |

### Чемпионат Украины по мини-футболу (футзалу) среди ветеранов
| - 1998 — ЧУ 35+, 2-е место - 1999 — ЧУ 35+, 1-е место - 2000 — ЧУ 35+, 2-е место - 2000 — ЧУ 45+, 1-е место - 2001 — ЧУ 35+, 9-е место - 2001 — ЧУ 45+, 1-е место | - 2002 — ЧУ 45+, 1-е место - 2003 — ЧУ 35+, 8-е место - 2003 — ЧУ 45+, 1-е место - 2004 — ЧУ 35+, 14-е место - 2008 — ЧУ 50+, 1-е место - 2009 — ЧУ 50+, 1-е место | - 2010 — ЧУ 50+, 5-е место - 2011 — ЧУ 50+, 1-е место - 2012 — ЧУ 55+, 1-е место - 2015 — ЧУ 60+, 2-е место - 2016 — ЧУ 60+, 1-е место - 2017 — ЧУ 60+, 2-е место | - 2018 — ЧУ 60+, 3-е место - 2019 — ЧУ 60+, 2-е место - 2020 — ЧУ 60+, 8-е место |

## Персоналии

### Президенты клуба
- 1993—2007 — Игорь Иосифович Резник
- 2007—2012 — Валерий Александрович Манько
- 2012—2015 — Пётр Христофорович Чилиби
- с 2016 года — Игорь Иосифович Резник